# Cavalera Conspiracy
A Cavalera Conspiracy heavy metal együttest a Sepultura egykori és a Soulfly jelenlegi énekese, Max Cavalera alapította testvérével, az ex-Sepultura-dobos Igor Cavalerával 2007-ben az arizonai Phoenixben.

## Diszkográfia
- Inflikted (2008)
- Blunt Force Trauma (2011)
- Pandemonium (2014)
- Psychosis (2017)

## Tagok
Jelenlegi tagok
- Max Cavalera – ének, ritmusgitár
- Igor Cavalera – dobok
- Marc Rizzo – szólógitár, ritmusgitár
- Johny Chow – basszusgitár

Korábbi tagok
- Joe Duplantier – basszusgitár, ritmusgitár, ének
- Nate Newton – basszusgitár, ének